# Vil·la Retiro (Xerta)
Vil·la Retiro o Villa Retiro (popularment coneguda com "la Torre del millonari") és una casa de Xerta (Baix Ebre) protegida com a bé cultural d'interès local.

## Descripció
És un edifici de planta quadrada amb soterrani, planta baixa, pis principal i golfes. Està situat a la part superior d'una parcel·la totalment enjardinada amb un parc, estany i gruta datat a principis del segle xx. El que més destaca de l'edifici són els merlets de rajola vista i les petites torres cantoneres fetes amb maó que donen un aspecte fortificat al conjunt. La composició es caracteritza pels grans buits centrals, protegits per reixes de forja. Les golfes presenten petites obertures el·líptiques a manera de fris corregut.
La porta central és un arc de mig punt, coberta per un porxo sostingut per dues columnes robustes i dues falses pilastres acanalades que imiten l'estil jònic, de ciment, i que sostenen una tribuna amb accés pel primer pis. A la coberta hi ha un terrat al qual s'accedeix per una torrassa que sobresurt al centre de l'edificació.
L'interior de l'edifici s'alterà bastant amb la reforma que el va convertir en un hotel de luxe. Hi havia un saló decorat amb pintures al fresc que no es pogué conservar. Tot i això, es va conservar l'escalinata de marbre blanc amb la treballada barana de forja, la xemeneia, una cisterna recoberta de manises blanques situada al soterrani, el mosaic hidràulic del primer pis, algunes portes de fusta noble i part del mobiliari original.

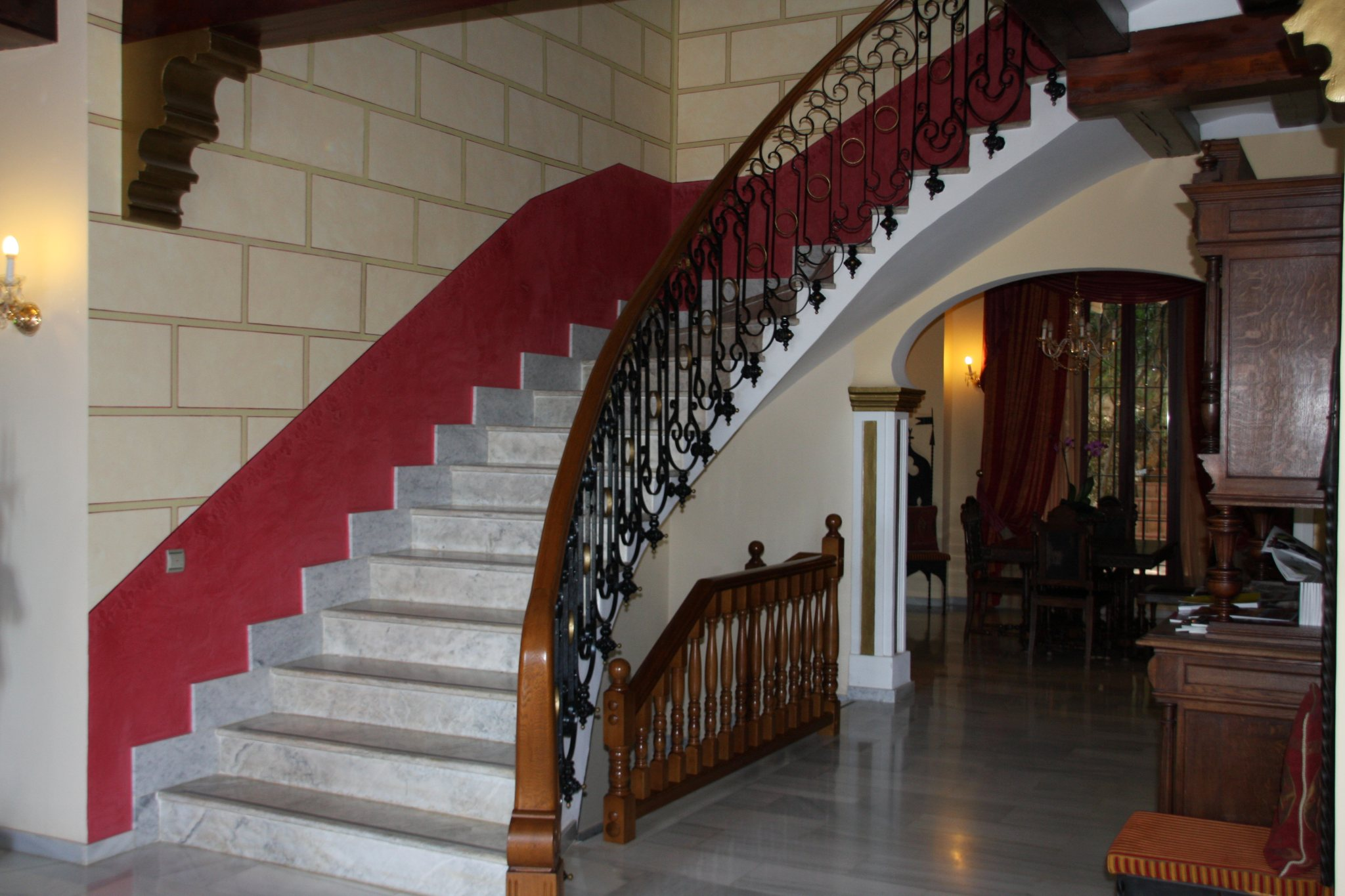
Escalinata de l'edifici

La casa està envoltada d'un gran jardí de vegetació exuberant farcit d'arbres i plantes centenàries portades pels antics propietaris de diversos països sud americans i, també, conté un llac i una gruta construïda l'any 1904 per l'arquitecte Lluís Julio. A més, hi ha un seguit de séquies i fonts artificials què, com la gruta i el llac, s'alimenten amb una part de l'aigua que baixa per la séquia de les Fonts. Finalment, formen part del conjunt uns antics magatzems i una extensió de terreny, abans d'horta, on actualment s'hi troben alguns serveis de l'hotel.

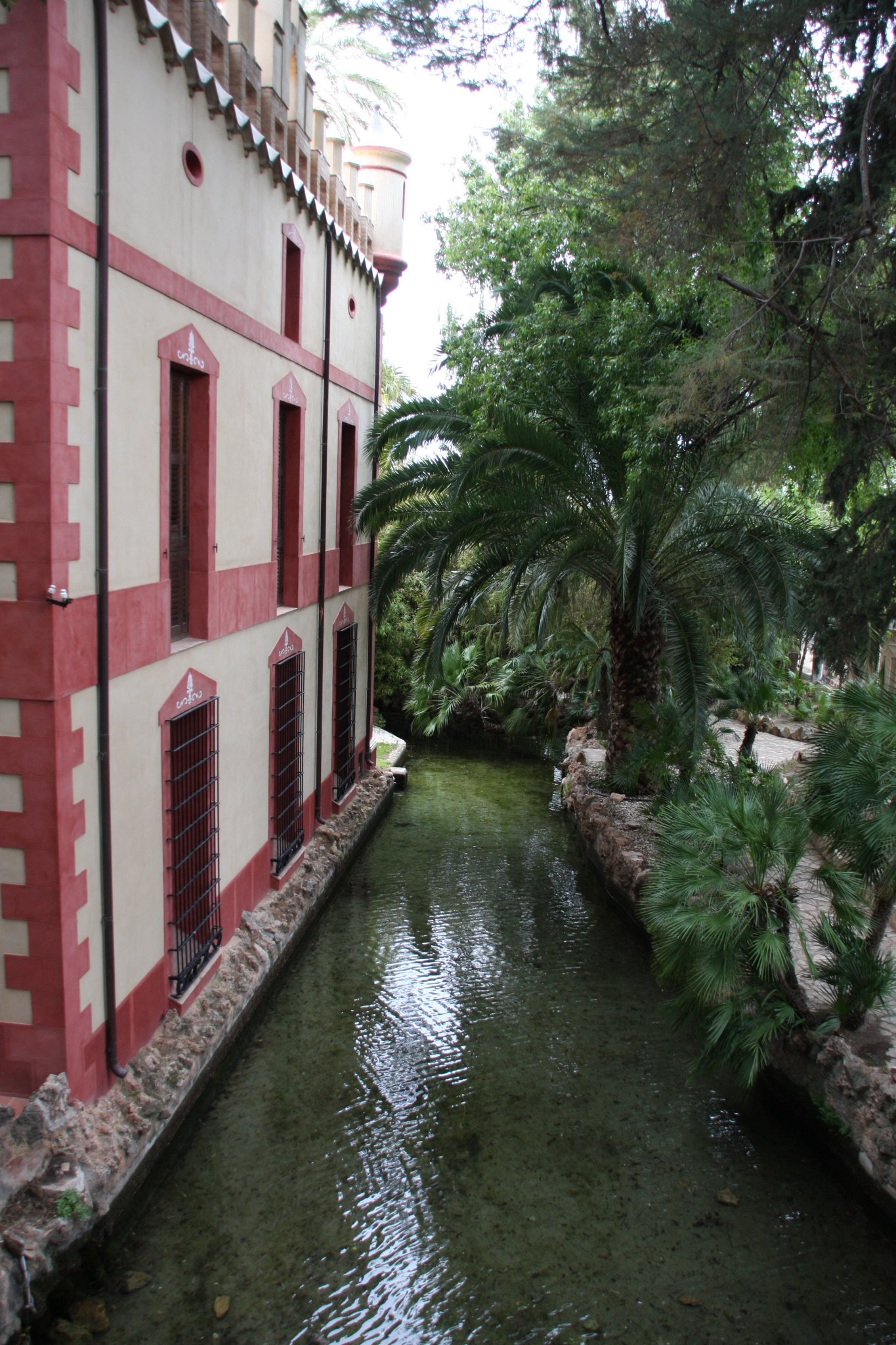
Vista parcial de la casa i el llac

## Història
L'edifici d'estil modernista-colonial i el seu conjunt es construí en diferents etapes (1879-1882) finalitzant-se el recinte el 1892, data que apareix a la forja de l'antiga portalada d'accés a la finca. Aquesta pertanyia als Martí, família d'indians natural de Xerta. Jaime Martí i Tomàs en fou el primer propietari i qui la va fer construir, i abans d'esdevenir hotel pertanyia al seu net.
Durant la batalla de l'Ebre l'edifici fou utilitzat com a hospital militar, patint diferents desperfectes.
Des de l'any 2006 es seu de l'Hotel Villa Retiro Resort, del Grup JF Ebrotels.